# Comando de Aeródromo E (v) 204/XII
El Comando de Aeródromo E (v) 204/XII (Flieger-Horst-Kommandantur E (v) 204/XII) fue una unidad de la Luftwaffe durante la Segunda Guerra Mundial.

## Historia
Fue formado el 1 de abril de 1944 en Chartres, a partir del Comando de Aeródromo A 205/XII. Fue disuelto en marzo de 1945.

## Servicios
- abril de 1944 – agosto de 1944: en Chartres (Francia).
- septiembre de 1944 – marzo de 1945: en Germersheim bajo el Comando de Base Aérea 12/VII.